# Chionaema fulvia
Chionaema fulvia är en fjärilsart som beskrevs av Carl von Linné 1758. Chionaema fulvia ingår i släktet Chionaema och familjen björnspinnare. Inga underarter finns listade i Catalogue of Life.